# Manuel Lekuona
Pour les articles homonymes, voir Lekuona.

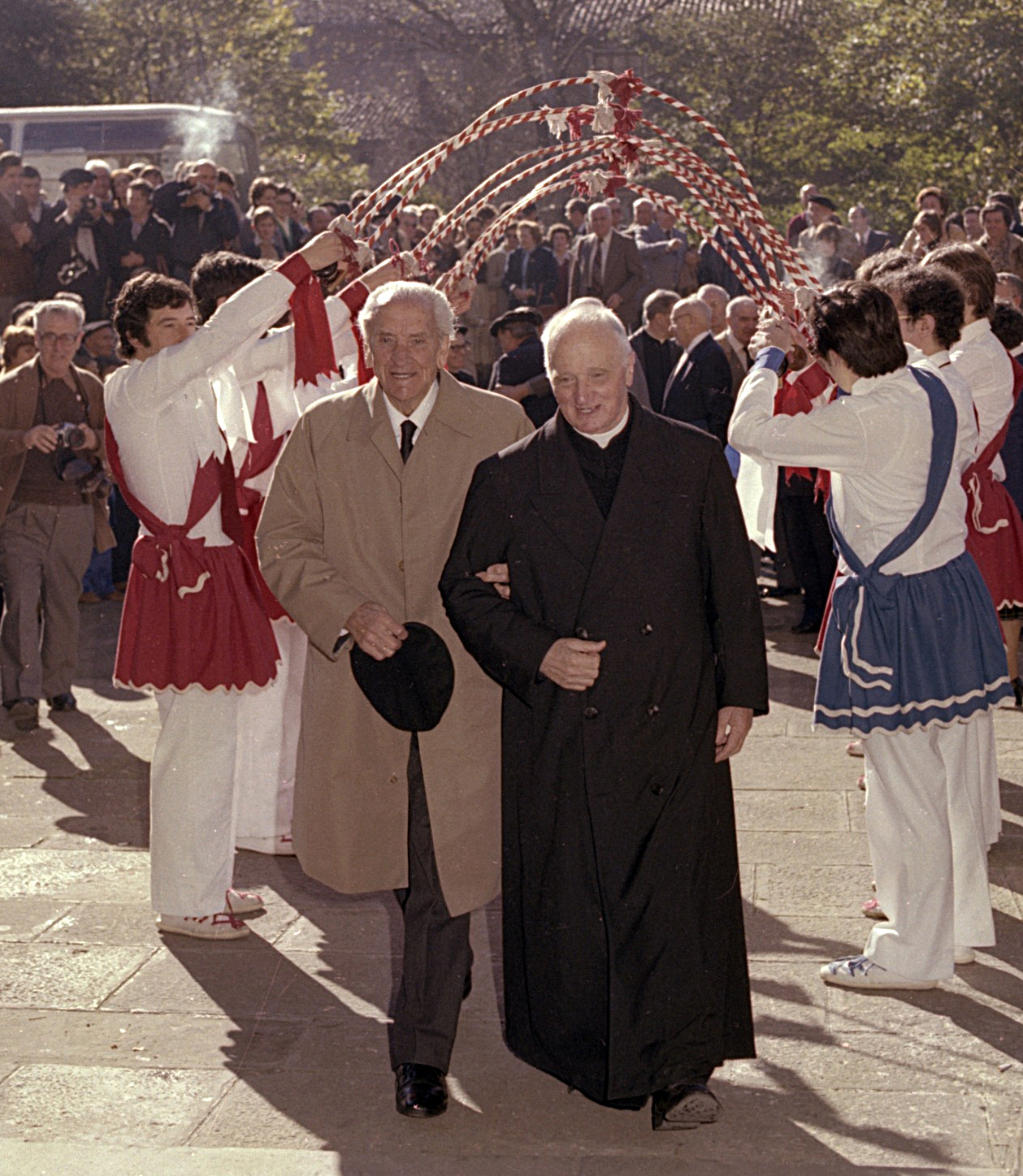
Manuel de Irujo et Manuel Lekuona

Manuel Alejandro Lekuona Etxabeguren, né le 9 février 1894 à Oiartzun et mort le 30 juillet 1987 dans la même ville, est un prêtre, écrivain, bertsolari et académicien basque espagnol de langue basque et espagnole.

## Biographie
Manuel Lekuona étudie avec José Miguel Barandiarán de 1904 à 1914 puis entre au séminaire. Il travaille dans le domaine de la poésie et en 1915, il est nommé professeur de la chaire aux États-Unis par le diocèse.
De 1916 à 1936, il est professeur de langue et de littérature au séminaire de Vitoria-Gasteiz où sera ordonné prêtre. En 1936, en pleine guerre civile espagnole, deux de ses frères sont abattus. Durant cette période, il étudie l'histoire de l’église de Lasarte-Oria, écrit sur le couvent trois monographies, sur la paroisse de la ville et le vieux Oiartzun. 
En 1941, il part pour Calahorra, où il reste jusqu'en 1955. En 1948, son œuvre Iesu Aurraren bizitza est publiée par l'Académie de la langue basque. En 1950, il est nommé académicien et prononce son discours Gorotzika'tik Gurutzeaga'ra à Pampelune. À Andoain, Manuel Lekuona est reçu par les Jesuitinas (Congrégation des filles de Jésus) en 1956 et y restera jusqu'en 1975.
Académicien à l'Académie de la langue basque ou Euskaltzaindia, il en fut le président de 1967 à 1970 après Jose Maria Lojendio.
Le prix Manuel-Lekuona est décerné chaque année à la Société d'études basques depuis 1983. Il a été le premier à le recevoir.